# Silvia Hindorff
Silvia Hindorff (n. 27 iunie 1961, Sebnitz, Republica Democrată Germană, Germania) este o gimnastă artistică ce a reprezentat Republica Democrată Germană, medaliată olimpică. A participat la o ediție a Jocurilor Olimpice (1980) în care a câștigat o medalie de bronz.

## Participări
Lista de mai jos prezintă principalele competiții la care a participat Silvia Hindorff de-a lungul carierei.
- gymnastics at the 1980 Summer Olympics – women's artistic team all-around[*]